# Краварица
Краварица (алб. Kravaricë) је насеље у општини Гњилане, Косово и Метохија, Република Србија.

## Становништво
Етнички састав општине:
| Етнички састав према попису из 1953.‍ | Етнички састав према попису из 1953.‍ | Етнички састав према попису из 1953.‍ | Етнички састав према попису из 1953.‍ | Етнички састав према попису из 1953.‍ |
| ------------------------------------ | ------------------------------------ | ------------------------------------ | ------------------------------------ | ------------------------------------ |
|                                      |                                      |                                      |                                      |                                      |
| Срби                                 | Срби                                 |                                      | 2.512                                | 100,0%                               |
| Укупно: 2.512                        |                                      |                                      |                                      |                                      |

| Демографија | Демографија | Демографија |
| Година      | Становника  | Становника  |
| ----------- | ----------- | ----------- |
| 1953.       | 2.512       |             |